# Хајденбург
Хајденбург (њем. Heidenburg) општина је у њемачкој савезној држави Рајна-Палатинат. Једно је од 107 општинских средишта округа Бернкастел-Витлих. Према процјени из 2010. у општини је живјело 751 становника. Посједује регионалну шифру (AGS) 7231204.

## Географски и демографски подаци
Хајденбург се налази у савезној држави Рајна-Палатинат у округу Бернкастел-Витлих. Општина се налази на надморској висини од 400 метара. Површина општине износи 9,5 km². У самом мјесту је, према процјени из 2010. године, живјело 751 становника. Просјечна густина становништва износи 79 становника/km².